# Ефір (супутникова система зв'язку)
«Ефір» — російський проект глобальної супутникової системи зв'язку. Система «Ефір» повинна була складатися з 288 супутників з орбітою висотою 870 км і забезпечити повне покриття сигналом поверхні Землі. Користувачам системи мали бути доступні послуги телефонного зв'язку та доступу в інтернет, у тому числі послуг зв'язку для «інтернету речей», моніторингу транспорту і безпілотних апаратів. Розгортання системи планувалося до 2025 року. Попередня вартість проекту 299 млрд рублів. Проект був покликаний конкурувати з системами глобального супутникової зв'язку OneWeb і Starlink.

## Історія
Вперше про плани створити російську глобальну супутникову систему зв'язку стало відомо в листопаді 2017 року. Проект створення супутникової системи увійшов в план заходів держпрограми «Цифрова економіка». У грудні 2017 року урядова комісія щодо використання інформаційних технологій під керівництвом прем'єр-міністра Дмитра Медведєва затвердила проєкт.
В червні 2018 року стало відомо, що система отримала нову назву — «Сфера». По проекту кількість супутників зв'язку в угрупуванні було збільшено в більш ніж два рази - до 640 штучних супутників зв'язку та дистанційного зондування Землі, а запуск першої частини супутників мав відбутися на три роки раніше - в 2022 році. Запуск всього угрупування малих супутників зв'язку, по задуму розробників системи, мав бути здійснений за 6 років - з 2022 по 2028 рік. В «Сферу» повинні були увійти як існуючі проєкти — навігаційна система ГЛОНАСС, телевізійна «Експрес», система персонального супутникового зв'язку «Гінець», так і нові — система супутникового зв'язку «Експрес-РВ», глобальна система передачі даних для інтернету речей «Марафон», система ретрансляції «Луч», середньоорбітальна система широкосмугового доступу в інтернет «Скіф» і супутникова система зв'язку «Ефір».
По більш пізніх даних, «Ефір» було виключено з національної програми «Сфера». В оновленій версії федерального проєкту «Інформаційна інфраструктура» національної програми «Цифрова економіка Російської Федерації», з 2021 року зупиняється фінансування проєкту створення супутникової системи «Ефір». «Гінець», «Луч» і ГЛОНАСС в програмі «Сфера» також вже не згадуються, але в рамках цієї програми передбачено також розвиток геостаціонарного угрупування Ямал, що належить АТ «Газпром космічні системи» та створення кількох супутникових угрупувань для потреб оптичного та радіолокаційного зондування Землі.